# KATRIN

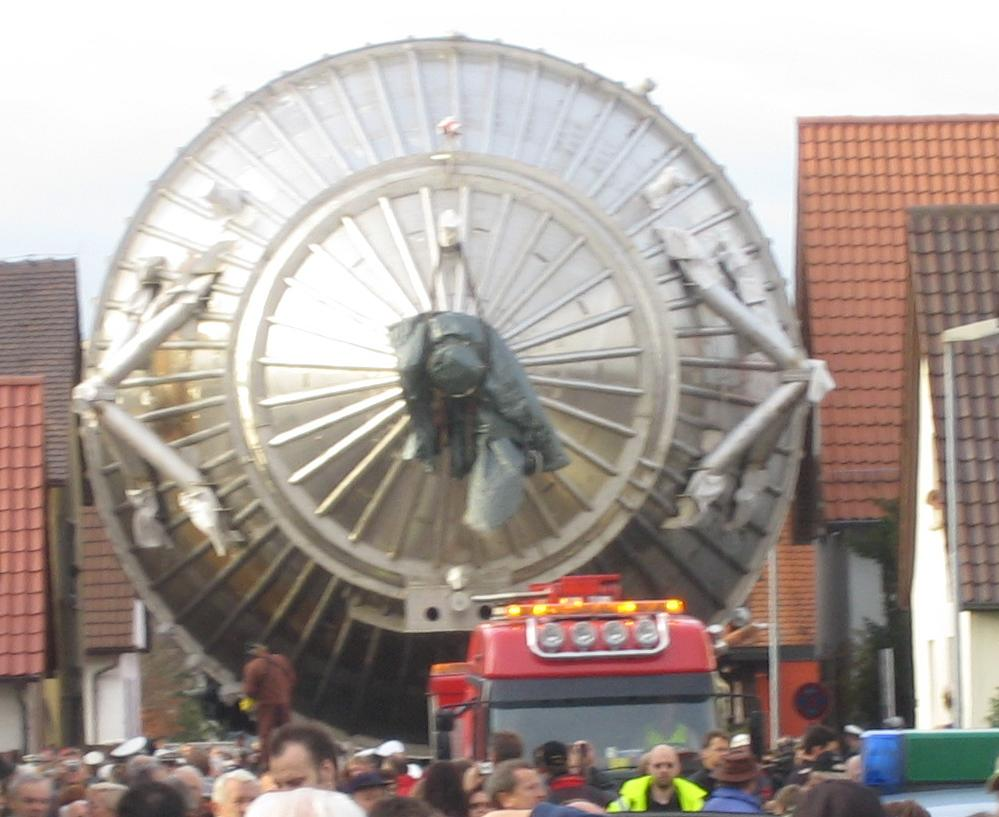
Перевозка основного спектрометра в Технологический институт Карлсруэ.

KATRIN (немецкая аббревиатура Karlsruhe Tritium Neutrino Experiment; с англ. — «Эксперимент с тритием и нейтрино в Карлсруэ») — эксперимент, проводящийся в технологическом институте Калсруэ для измерения массы электронного антинейтрино с точностью до эВ путём исследования спектра электронов, испускаемых в результате бета-распада трития. Этот эксперимент признан экспериментом CERN (RE14). Ядро аппарата состоит из 200-тонного спектрометра.
В 2015 году были завершены пусконаладочные измерения на этом спектрометре, успешно проверившие его основные характеристики. Эксперимент начался в октябре 2016 года. Торжественное открытие состоялось 11 июня 2018 года, когда были проведены первые измерения трития в ходе эксперимента (так называемый «Первый двухнедельный технический запуск с тритием» в середине 2018 года). Планируемая продолжительность эксперимента на тот момент составляла 5 лет. Первые научные измерения (так называемая «первая кампания») стартовали 10 апреля 2019 года.
Последним (на февраль 2022 года) результатом эксперимента был объявлен верхний предел для массы нейтрино mν < 0,8 эВ c−2 при доверительном интервале 90 %. В апреле 2025 года после проведения пяти новых измерительных кампаний этот показатель был снижен до 0,45.

## Строительство и монтаж
Спектрометр построен компанией MAN DWE GmbH из Деггендорфа. Несмотря на небольшое расстояние в 350 км от Карлсруэ, размеры корпуса делали невозможным его наземную транспортировку. Вместо этого его доставили по воде: вниз по Дунаю к Чёрному морю, через Средиземное море и Атлантический океан в Роттердам, а затем вверх по Рейну в Карлсруэ. Это объезд длиной в 8600 км ограничил наземное путешествие только последними 7 км от доков Эггенштайн-Леопольдсхафена до лаборатории.
К 2010 году строительство шло по плану, и к 2010 году несколько основных компонентов были установлены на месте. Основная программа испытаний спектрометра была запланирована на 2013 год, а полная интеграция системы на 2014 год. Экспериментальное оборудование расположено в бывшем исследовательском центре Карлсруэ, ныне кампусе Норд Технологического института Карлсруэ.

## Эксперимент

Спектр бета-электронов. Верхний край спектра — на врезке, показаны три расчётных графика для разных масс нейтрино.

Бета-распад трития — один из наименее энергоёмких бета-распадов: суммарная кинетическая энергия электрона и нейтрино составляет лишь 18,6 кэВ. Также, этот распад хорошо изучен, а спектр продуктов распада прецизионно рассчитан. KATRIN разработан для очень точного измерения верхнего края спектра электронов, испускаемых с энергиями, очень близкими к этой полной энергии (всего в диапазоне нескольких эВ), что соответствует нейтрино с очень низкой энергией. Если нейтрино является безмассовой частицей, то не существует нижней границы энергии, которую нейтрино может нести, поэтому энергетический спектр электрона должен простираться до предела в 18,6 кэВ. Если же нейтрино имеет массу, то оно всегда должно уносить хотя бы количество энергии, эквивалентное его массе на величину E = m c ², и край спектра электронов должен сдвинуться.
В большинстве случаев бета-распада, электрон и нейтрино уносят сравнимое количество энергии, средняя энергия электронов составляет 5.7 кэВ, наиболее вероятная — около 2 кэВ. События, в которых электрон забирает почти всю энергию, а нейтрино почти ничего, очень редки и происходят примерно один раз на триллион распадов. Для отбора интересующих событий, электроны пропускаются через электростатический фильтр, представляющий собой электростатический потенциал, который останавливает все электроны ниже определённого порога, который устанавливается на несколько эВ ниже предела полной энергии. Регистрируются только те электроны, у которых достаточно энергии для прохождения барьера.

### Экспериментальная установка

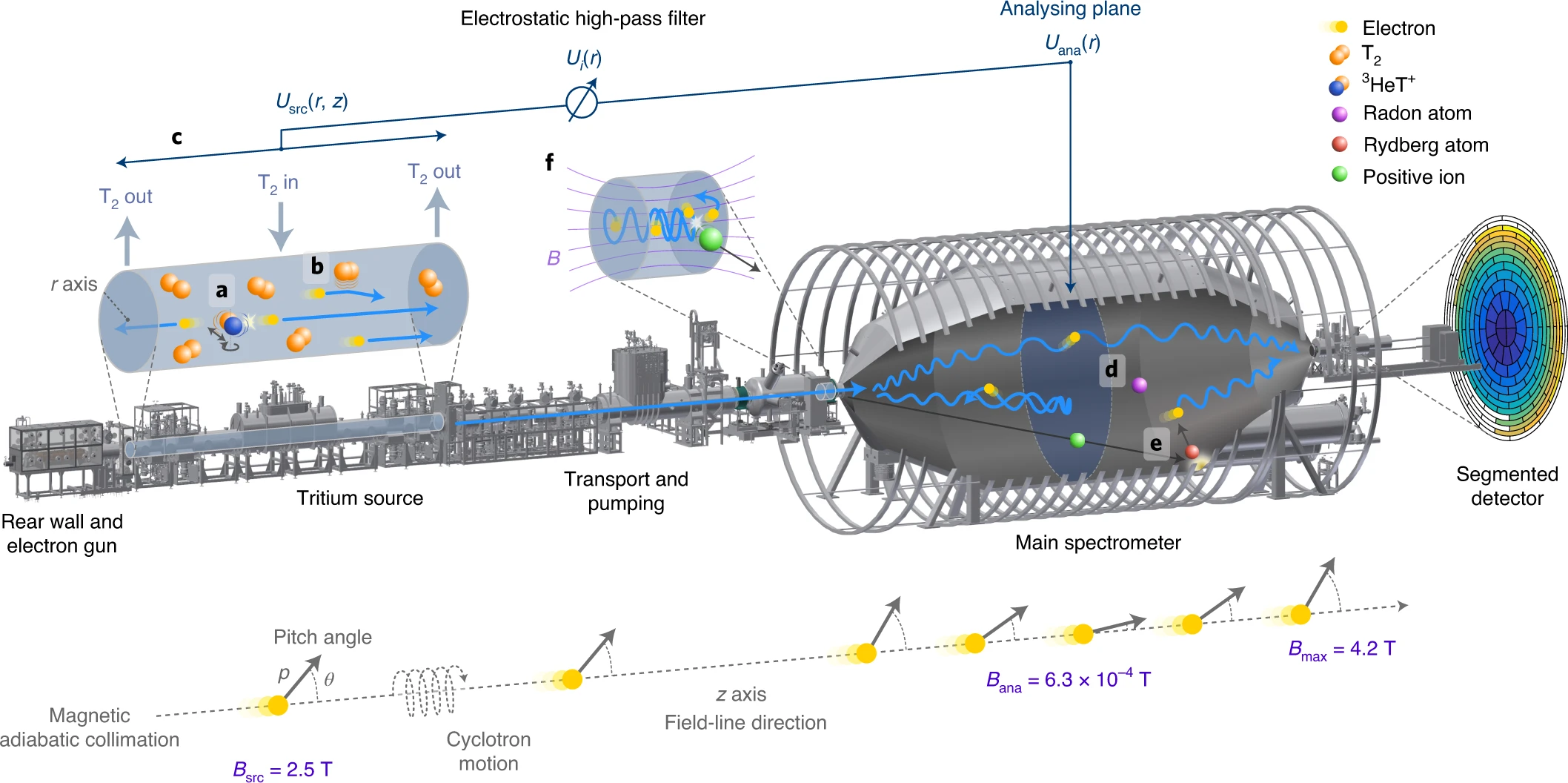
Схема установки KATRIN и её основных компонентов.

Источником электронов является труба длиной около 10 м, охлаждённая до температуры 30 К, чтобы подавить тепловые флуктуации, через которую пропускается газообразный молекулярный тритий с расходом около 40 г/сутки. Номинальная радиоактивность источника составляет 1011 беккерель. Источник находится в сопровождающем продольном магнитном поле с индукцией 2.5 Т, за счёт чего электроны, вылетающие под большими углами (вплоть до 50.4°) к оси, не осаждаются на стенках, а, совершая ларморовское вращение, движутся вдоль трубы. Транспортный канал от источника до спектрометра оборудован производительными вакуумными насосами дифференциальной и криогенной откачки, что обеспечивает падения давления на 14 порядков по пути к спектрометру, который находится под высоким вакуумом на уровне 10−11 мбар.
Система из 24 сверхпроводящих магнитов сопровождает поток электронов, выходящих из источника на пути в спектрометр, и вплоть до детектора. Магнитное поле в главном спектрометре плавно снижается до уровня 6.3×10−4Т, чтобы адиабатически развернуть поперечный импульс электронов вдоль оси спектрометра в точке максимального электростатического потенциала, где происходит фильтрация электронов по энергии. Отношение максимального магнитного поля к полю в спектрометре определяет пропускаемый разброс энергий ΔE = 18.6 keV × (Bana/Bmax) = 2.8 eV.
Пропущенные фильтром электроны попадают в область сильного магнитного поля 4.2 Т, где их импульс вновь разворачивается, и регистрируются 148-пиксельным кремниевым детектором. Край спектра электронов измеряется подсчётом прошедших барьер электронов при вариации напряжения барьера, с последующим сравнением с расчётным распределением.
Основному спектрометру предшествует грубый предварительный спектрометр, отражающий электроны с энергией ниже 10 кэВ. С обратной стороны от источника расположена покрытая золотом стенка, поглощающая бета-электроны, отражённые барьером, а также задающая референсный потенциал источника. Кроме того, задняя секция оборудована электронной пушкой с селекцией электронов по углам и по энергии. Пучок с пушки используется для калибровки прохождения электронов сквозь тритий, поскольку рассеяние электронов зависит как от сечения рассеяния на молекулах трития, так и от распределения плотности газа. С помощью подмешивания криптона в тритиевый источник производится прецизионная калибровка распределения электрического потенциала вдоль трубы: используются электроны моноэнергетического распада 83mKr. Небольшие отклонения потенциала от задаваемого внешними электродами формируются холодной замагниченной плазмой, образующейся из-за сильного 2.5 Т магнитного поля и большой ~1012м-3 концентрации электронов низкой энергии.
Основной источник фона в эксперименте — альфа-распад ядер полония 210Po, присутствуюшего в примесях конструкционных материалов бака спектрометра. Образующийся в реакции изотоп 206Pb, ударяясь о стенку спектрометра производит сильно возбуждённые ридберговские атомы, которые легко ионизуются тепловым излучением. Другой источник фона — первичные электроны при распадах атомов радона 219Rn, 220Rn, которые термализуются при столкновениях с атомами остаточного газа в спектрометре.

### Полученные результаты

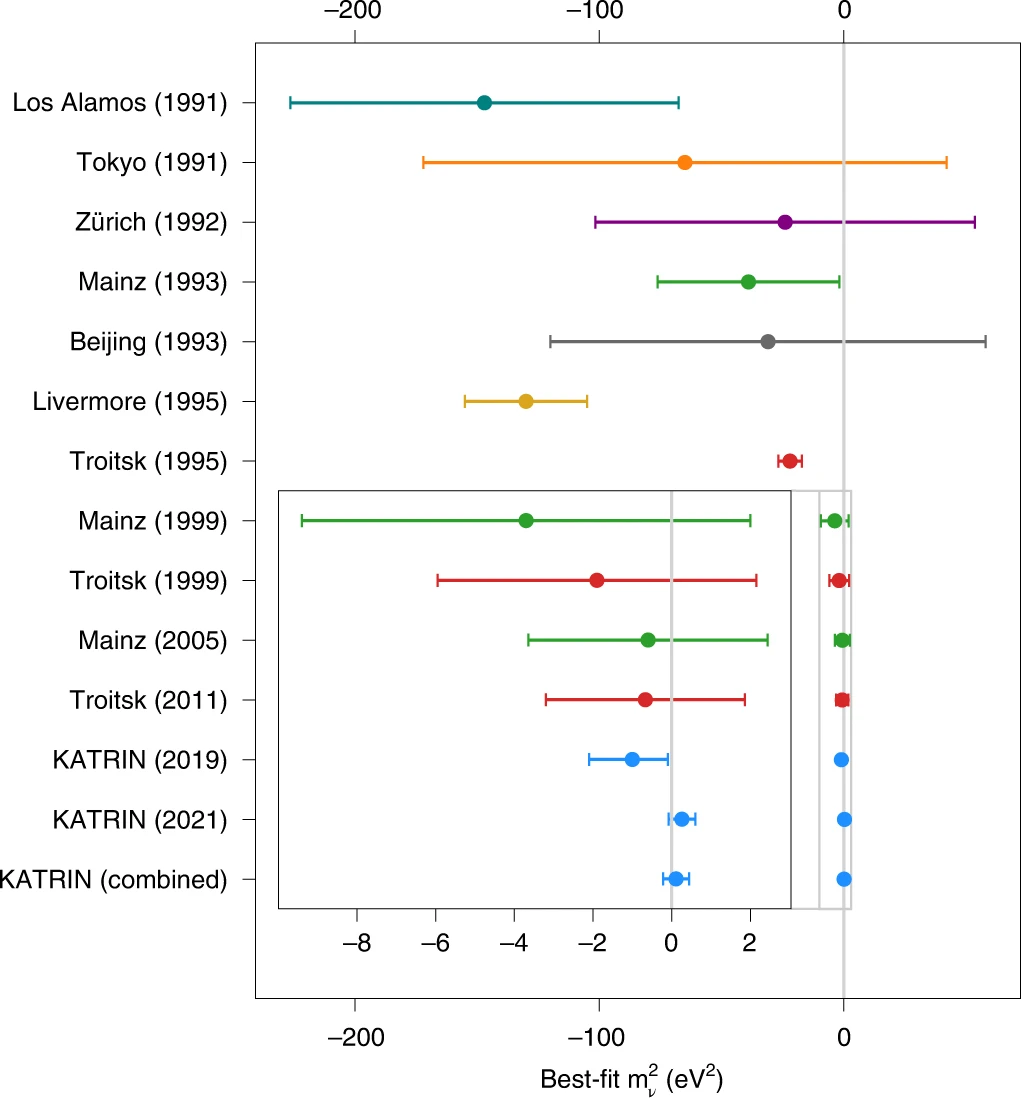
Хронология измерений массы нейтрино и их точности в различных экспериментах.

Первые результаты первой измерительной кампании (с 10 апреля по 13 мая 2019 года) были опубликованы 13 сентября 2019 года. Они поставили верхнюю границу массы электронного нейтрино равной 1,1 эВ.
По состоянию на сентябрь 2019 года, экспериментаторы рассчитывали проводить по 3 измерительных захода в год, по 65 дней активного набора данных каждый. Всего необходимо провести 1000 дней измерений для достижения целевой чувствительности 0,2 эВ (верхний предел массы нейтрино), что займёт около 5—6 лет.
Верхний предел для массы нейтрино на февраль 2022 года составил mνc2 < 0,8 эВ при 90 % доверительном интервале в сочетании с результатами предыдущей кампании.
В апреле 2025 года учёные объявили, что в результате 259 дней наблюдений и измерений свойств более 36 млн электронных антинейтрино удалось снизить погрешности измерений и установить новый верхний предел массы нейтрино — 0,45 эВ при доверительном интервале 90%.

## Значимость
Точная масса нейтрино важна не только для физики элементарных частиц, но и для космологии. Наблюдение осцилляций нейтрино является убедительным свидетельством в пользу существования массивных нейтрино, но даёт лишь слабую нижнюю оценку.
Наряду с возможным наблюдением безнейтринного двойного бета-распада, KATRIN является одним из нейтринных экспериментов, которые, возможно, принесут существенные результаты в ближайшем будущем.